# Yung Bans
Vas Coleman (ur. 25 maja 1999 w St. Louis) znany zawodowo jako Yung Bans – amerykański raper i autor tekstów. Najbardziej znany jest ze swoich singli, „Ridin'”, „Lonely”, „Dresser”, „Right Through You” i „4TSpoon” z udziałem Playboi Carti; a także serii mixtape’ów zatytułowanych tak samo jak jego pseudonim muzyczny. Utwór „Lonely” powstały we współpracy z Lil Skiesem pokrył się w USA złotem.

## Wczesne życie
Vas Coleman urodził się w St. Louis w stanie Missouri, Coleman przeniósł się do Atlanty w stanie Georgia w siódmej klasie. Uczęszczał do Langston Hughes High School, a także do Virgil I. Grissom High School w Huntsville. Jego inspiracją do zaczęcia kariery muzycznej był Lil Wayne.

## Kariera
Coleman zaczął rapować w szóstej klasie pod pseudonimem Ban Boy. Jego pierwszy znaczący singel we współpracy z Playboi Cartim, zatytułowany „4Tspoon”, wydany został 21 maja 2015 r. Później tego samego roku, w listopadzie, on i Ski Mask the Slump God pojawili się w singlu rapera XXXTentaciona „ILOVEITWHENTHEYRUN”; piosenka została odsłuchana ponad 80 milionów razy na SoundCloud. W 2016 roku Coleman pojawił się na singlu Smokepurrpa „Damage”. Singel został wydany 23 listopada 2016 r. 22 grudnia 2016 r. Coleman wydał singel „Right Through You”.
Coleman zaczął zyskiwać większy rozgłos, kiedy wydał swoje pierwsze dwie EPki, Yung Bans i Yung Bans Vol. 2 w grudniu 2017 r.
Coleman wydał piosenkę „Ridin” z udziałem YBN Nahmira i Landon Cube pod koniec czerwca 2018 r.
W 2018 roku Coleman wydał także trzy projekty, Yung Bans Vol. 3, Yung Bans Vol. 4 i Yung Bans Vol. 5. W listopadzie tego roku współpracował z innym raperem Jasiahem przy utworze „Shenanigans”, wyprodukowanym przez Jasiaha i Ronny’ego J.
W lipcu 2019 r. Coleman wydał swój debiutancki album studyjny zatytułowany Misunderstood.
6 grudnia 2023 r. po dłuższej przerwie od wydawania muzyki Coleman wydał projekt Yung Bans Vol. 6.

## Dyskografia

### Albumy studyjne
- Misunderstood (2019)

### Mixtape’y
- Yung Bans (2017)
- Yung Bans Vol. 2 (2017)
- Yung Bans Vol. 3 (2018)
- Yung Bans Vol. 4 (2018)
- Yung Bans Vol. 5 (2018)
- Yung Bans Vol. 6 (2023)